# Квинт Эмилий Лет
Кви́нт Эми́лий Лет (лат. Quintus Aemilius Laetus; казнён в 193 году) — префект претория, участник заговоров против императоров Коммода и Пертинакса.

## Биография
Квинт Эмилий Лет в правление императора Коммода занимал должность префекта претория. Согласно Диону Кассию, Лет присутствовал на арене, когда Коммод участвовал в гладиаторских боях. Позже, устав от жестоких действий императора, Лет примкнул к заговорщикам, среди которых была любовница Коммода Марция. Они решили отравить императора, но яд не подействовал. Заговорщики обратились к гладиатору Нарциссу, который задушил императора.
После убийства Коммода Лет и управляющий двором Эклект отправились к Пертинаксу и предложили ему принять верховную власть. Пертинакс собирался узнать правду и послал одного из своих слуг, чтобы тот увидел тело Коммода. Когда факт смерти Коммода подтвердился, Пертинакс в сопровождении Лета отправился в лагерь преторианцев, где солдаты провозгласили Пертинакса императором.
Согласно Диону Кассию, Лет «не утомляясь отмечал достоинства Пертинакса постоянными похвалами и поливал грязью покойного Коммода». Он стал преследовать бывших придворных Коммода, конфисковав у многих из них имущество. Лет был недоволен Пертинаксом, считая, что император не ценит его деятельность, и решил составить против него заговор, целью которого было возвести на престол консула Фалькона. Заговор провалился, но Фалькон был помилован вернувшимся в столицу императором.
Лет решил настроить против Пертинакса преторианцев, которые были им недовольны за введение дисциплины, не позволявшей им своеволие как в прежние годы. Он убил нескольких солдат, заявив, что сделал это будто по приказу императора. Разозлённые преторианцы ворвались во дворец Пертинакса и убили его, а затем отрубили бездыханному императору голову и насадили её на копьё.
Новым императором преторианцы провозгласили Дидия Юлиана, который сторговался с солдатами, пообещав им жалование в размере 1250 денариев (пять тысяч сестерциев). Дидий Юлиан приказал казнить лиц, причастных к убийству Коммода, в том числе и Эмилия Лета.